# NGC 4071
NGC 4071 is een planetaire nevel in het sterrenbeeld Vlieg. Het hemelobject werd op 27 maart 1835 ontdekt door de Britse astronoom John Herschel.

## Synoniemen
- PK 298-4.1
- ESO 94-PN12
- AM 1201-670